# 고민지
고민지(1998년 4월 27일~)는 대한민국의 배구 선수이다. 2022년 현재 대전 KGC인삼공사 소속 선수이다. 키는 173cm이고, 포지션은 레프트이다.

## 선수 시절
2016-17 신인 드래프트에서 1라운드 5순위로 화성 IBK기업은행 알토스에 입단했다. 이듬해인 2017년 트레이드를 통해 대전 KGC인삼공사로 이적했다.